# Associazione Calcio Pro Sesto 2009-2010
Questa pagina raccoglie le informazioni riguardanti l'Associazione Calcio Pro Sesto nelle competizioni ufficiali della stagione 2009-2010.

## Stagione
Nella stagione 2009-2010 la Pro Sesto disputa il girone A del campionato di Lega Pro di Seconda Divisione, piazzandosi in ultima posizione in classifica con 20 punti e dando così l'addio al calcio professionistico, dopo 97 anni di storia della Pro Sesto. Stante il fallimento della società, è costretta a ripartire dal campionato di Promozione 2010-2011 con la nuova società, l'Associazione Sportiva Dilettantistica Nuova Pro Sesto. Il campionato è stato vinto con 63 punti dal Südtirol di Bolzano che è stato promosso direttamente in Lega Pro Prima Divisione, la seconda promossa è stata lo Spezia che ha vinto i playoff. Con il disimpegno della famiglia Pasini, si è faticato a trovare acquirenti. A due giorni dall'iscrizione al nuovo campionato, il 28 giugno, un gruppo di imprenditori rappresentato dal direttore sportivo Luciano Passirani, diventano proprietari della nuova società, si punta su tanti giovani, guidati da Alessio Pala, un allenatore all'esordio in un campionato professionistico. I migliori della stagione scorsa sono ceduti. A metà del cammino i biancocelesti sono ultimi con 8 punti, uno di penalizzazione, ad una sola lunghezza dal Pro Belvedere, ma la terz'ultima la Villacidrese ne ha 15. A gennaio arrivano rinforzi, il difensore di esperienza Luca Ungari, il prestito dalla Cremonese dell'attaccante Roberto Porcu e del portiere Alex Valentini dal Mantova. Nel ritorno sono stati raccolti 12 punti, ma al termine del torneo, si è ancora staccati otto punti, dalle squadre che approdano ai Play-out, per giocarsi la salvezza in uno spareggio. Anche nella Coppa Italia di Lega la Pro Sesto arriva ultima con solo due pareggi, nel girone B di qualificazione, che ha promosso il Rodengo Saiano.

## Rosa
| N. |                   | Ruolo | Calciatore                |
| -- | ----------------- | ----- | ------------------------- |
|    | Italia (bandiera) | P     | Matteo Andreoletti        |
|    | Italia (bandiera) | D     | Daniel Bombardieri        |
|    | Italia (bandiera) | D     | Alessio Bugno             |
|    | Italia (bandiera) | D     | Alessandro Caprini        |
|    | Italia (bandiera) | D     | Carlo Ceriani             |
|    | Italia (bandiera) | A     | Marco Dalla Costa         |
|    | Italia (bandiera) | A     | Roberto De Filippis       |
|    | Italia (bandiera) | C     | Davide Damiano Di Quinzio |
|    | Italia (bandiera) | P     | Andrea Ferrari            |
|    | Italia (bandiera) | C     | Pasquale Fracassetti      |
|    | Italia (bandiera) | C     | Domenico Fumarolo         |
|    | Italia (bandiera) | D     | Fabio Gavazzi             |
|    | Italia (bandiera) | D     | Davide Grisendi           |
|    | Italia (bandiera) | A     | Pasquale Iadaresta        |
|    | Italia (bandiera) | C     | Luca Lentini              |
|    | Italia (bandiera) | C     | Michele Magrin            |
|    | Italia (bandiera) | C     | Matteo Marinoni           |

| N. |                      | Ruolo | Calciatore               |
| -- | -------------------- | ----- | ------------------------ |
|    | Italia (bandiera)    | C     | Francesco Mautone        |
|    | Francia (bandiera)   | C     | Medhy Ouchene            |
|    | Italia (bandiera)    | D     | Luca Perfetti            |
|    | Italia (bandiera)    | D     | Simone Perico            |
|    | Italia (bandiera)    | A     | Manuel Personè           |
|    | Italia (bandiera)    | A     | Roberto Porcu            |
|    | Ucraina (bandiera)   | D     | Sehiy Predko             |
|    | Italia (bandiera)    | C     | Samuele Rebuscini        |
|    | Italia (bandiera)    | D     | Roberto Ronchetti        |
|    | Italia (bandiera)    | D     | Simone Rota              |
|    | Italia (bandiera)    | C     | Dino Sangiovanni         |
|    | Slovenia (bandiera)  | A     | Sanel Sehic              |
|    | Argentina (bandiera) | C     | Christian Hernan Tissone |
|    | Italia (bandiera)    | A     | Simone Andrea Turchi     |
|    | Italia (bandiera)    | D     | Luca Ungari              |
|    | Italia (bandiera)    | P     | Alex Valentini           |
|    | Italia (bandiera)    | C     | Gabriele Zanoni          |

## Risultati

### Campionato

#### Girone di andata
| Arbitro: | Mangialardi (Pistoia) |

|             |           |  |
| Lazzaro 63’ | Marcatori |  |

| Arbitro: | Quartarone (Messina) |

|                                                   |           |                               |
| Fumarolo 23’ (rig.) De Filippis 54’ Iadaresta 76’ | Marcatori | 18’ Pietranera 64’ La Cagnina |

| Arbitro: | Ronchi (Caltanissetta) |

|  |           |             |
|  | Marcatori | 58’ Scavone |

| Arbitro: | Cisaria (Trento) |

|                                     |           |              |
| Koffi Teja 36’ Bachlechner 47’, 69’ | Marcatori | 77’ Marinoni |

| Arbitro: | Mariani (Aprilia) |

|  |           |                          |
|  | Marcatori | 40’ Sentinelli 48’ Cocco |

| Arbitro: | Fogliano (Perugia) |

|                         |           |                   |
| Barbieri 40’ Stanco 59’ | Marcatori | 90+1’ Sangiovanni |

| Arbitro: | Di Bello (Brindisi) |

|                            |           |  |
| Chiaretti 26’ Lo Bosco 36’ | Marcatori |  |

| Arbitro: | Aversano (Treviso) |

|  |           |           |
|  | Marcatori | 88’ Sella |

| Arbitro: | Chiantini (Pisa) |

|                                                 |           |           |
| Staiti 52’ (rig.) Porcino 82’ Pietribiasi 90+2’ | Marcatori | 21’ Sehic |

| Sesto San Giovanni 25 ottobre 2009 10ª giornata | Pro Sesto        | 0 – 0 | Carpenedolo | Stadio Ernesto Breda\| Arbitro: \| Fabbri (Ravenna) \| |
| Arbitro:                                        | Fabbri (Ravenna) |       |             |                                                        |

| Arbitro: | Adducci (Paola) |

|                                      |           |  |
| Bonomi 14’ Cassaro 66’ Dal Bosco 89’ | Marcatori |  |

| Arbitro: | Penno (Nichelino) |

|                 |           |  |
| Fracassetti 13’ | Marcatori |  |

| Arbitro: | Fiamingo (Pisa) |

|               |           |  |
| Giacomoni 87’ | Marcatori |  |

| Arbitro: | Donati (Ravenna) |

|              |           |               |
| Marinoni 81’ | Marcatori | 57’ Matteassi |

| Arbitro: | Zeoli (Napoli) |

|                                                 |           |  |
| Soro 48’ Bordacconi 66’ Castellan 74’ Volpe 76’ | Marcatori |  |

| Arbitro: | Costantini (Perugia) |

|                 |           |                          |
| De Filippis 82’ | Marcatori | 34’, 42’ Gaeta 78’ Bisso |

| Arbitro: | Abbattista (Barletta) |

|                              |           |                               |
| A. Ferretti 43’ Boldrini 73’ | Marcatori | 46’ Di Quinzio 90+3’ Fumarolo |

#### Girone di ritorno
| Arbitro: | Giacomelli (Trieste) |

|          |           |                         |
| Sehic 8’ | Marcatori | 19’, 73’ (rig.) Lazzaro |

| Arbitro: | Lobina (Cagliari) |

|  |           |                 |
|  | Marcatori | M. Ferretti 66’ |

| Arbitro: | Coccia (San Benedetto del Tronto) |

|                          |           |           |
| Albanese 23’ Ortolan 82’ | Marcatori | 78’ Porcu |

| Arbitro: | G. Stefanini (Livorno) |

|                       |           |                 |
| Sehic 1’ Marinoni 14’ | Marcatori | 17’ Bachlechner |

| Arbitro: | Benassi (Bologna) |

|                               |           |  |
| Colman Castro 12’ Manzini 74’ | Marcatori |  |

| Arbitro: | Bietolini (Firenze) |

|                       |           |            |
| Ranellucci 53’ (aut.) | Marcatori | 12’ Stanco |

| Arbitro: | Gambini (Roma) |

|  |           |                           |
|  | Marcatori | 16’ Lo Bosco 79’ Cristini |

| Salò 28 febbraio 2010 25ª giornata | Feralpisalò           | 0 – 0 | Pro Sesto | Stadio Lino Turina\| Arbitro: \| Buttarelli (Ciampino) \| |
| Arbitro:                           | Buttarelli (Ciampino) |       |           |                                                           |

| Arbitro: | Giorgetti (Cesena) |

|                                         |           |           |
| Ronchetti 24’ Rota 88’ Sehic 94’ (rig.) | Marcatori | 56’ Dimas |

| Arbitro: | Fogliano (Perugia) |

|                               |           |  |
| P. Lorenzini 13’ A. Rosso 77’ | Marcatori |  |

| Arbitro: | Romani (Modena) |

|               |           |                          |
| Iadaresta 41’ | Marcatori | 66’, 87’ Lisi 81’ Bonomi |

| Arbitro: | La Penna (Roma) |

|                                 |           |                    |
| Cappai 50’ Ricciardo 70’ (rig.) | Marcatori | 40’, 44’ Iadaresta |

| Arbitro: | Adducci (Paola) |

|                         |           |  |
| Iadaresta 11’ Sehic 40’ | Marcatori |  |

| Vercelli 18 aprile 2010 31ª giornata | Pro Belvedere        | 0 – 0 | Pro Sesto | Stadio Silvio Piola\| Arbitro: \| Di Stefano (Alghero) \| |
| Arbitro:                             | Di Stefano (Alghero) |       |           |                                                           |

| Arbitro: | Abbattista (Molfetta) |

|  |           |                                     |
|  | Marcatori | 49’ Giglio 72’ Cuoghi 87’ Granaiola |

| Arbitro: | Fiamingo (Pisa) |

|                       |           |  |
| Gaeta 60’, 63’ (rig.) | Marcatori |  |

| Arbitro: | Chiantini (Pisa) |

|  |           |                                                        |
|  | Marcatori | 4’ De Vincenziis 27’ B. Carbone 67’ (rig.) A. Ferretti |

### Coppa Italia di Lega Pro
| Arbitro: | Pairetto (Nichelino) |

|              |           |                |
| Fumarolo 59’ | Marcatori | 64’ (rig.) Sau |

| 12 agosto 2009 2ª giornata |  | – Turno di riposo Pro Sesto |  |  |

| Arbitro: | Vivenzi (Brescia) |

|          |           |              |
| Comi 68’ | Marcatori | 75’ Fumarolo |

| Arbitro: | Borriello (Mantova) |

|                 |           |                                         |
| De Filippis 41’ | Marcatori | 62’, 89’ Murante 68’ Sinato 77’ Cassaro |

| Arbitro: | Viti (Campobasso) |

|                                |           |           |
| D'Errico 12’ De Vincenziis 69’ | Marcatori | 26’ Sehic |